# كورنيليانو دي ألبا
كورنيليانو دي ألبا هي بلدية (كوميون) في مقاطعة كونيو في منطقة بيدمونت الإيطالية، وتقع على بعد حوالي 40 كيلومتر (25 ميل) جنوب شرق تورينو وحوالي 50 كيلومتر (31 ميل) شمال شرق كونيو. في 31 ديسمبر 2004، كان عدد سكانها 979 نسمة. تبلغ مساحتها 10.3 كيلومتر مربع (4.0 ميل2). 
تقع كورنيليانو دي ألبا على حدود البلديات التالية: ألبا وبالديسيرو دي ألبا وغواريني ومونتالدو رويرو ومونتيسيلو دي ألبا وبيوبيسي دي ألبا وسوماريفا بيرنو وفيزا دي ألبا.